# NeoMusic by night
neoMusic by night ist ein Live-Musik-Format von Norbert Busè, produziert von Studio.TV.Film, das am 10. Oktober 2010 erstmals ausgestrahlt wurde.

## Inhalt
Die drei einstündigen Teile der Reihe wurden im Berliner Club Tresor aufgezeichnet.  Die  Künstler Max Herre, Philipp Poisel und die Band Revolverheld traten vor 250 Zuschauern unplugged auf. Moderiert wurde die Show von neoMusic-Moderatorin Marta Jandova, Sängerin der Band Die Happy. Die Sendereihe wurde auf ZDF Neo im Rahmen der Internationalen Funkausstellung (IFA) 2010 gezeigt.
Episodenübersicht
- 10. Oktober 2010: Philipp Poisel
- 31. Oktober 2010: Max Herre
- 13. November 2010: Revolverheld